# Calbus Fribergius
Calbus Fribergius, encore appelé Calb, de son vrai nom Ulrich von Claw, est un médecin allemand de la fin du XVe et du début du XVIe siècle, originaire de Freyberg, dans le Duché de Saxe.

## Biographie
Calbus Fribergius est connu pour avoir écrit un ouvrage sur les techniques minières, le Bergbüchlein, publié en 1505.
Georgius Agricola, dont il fut le précurseur, le cite dans son avant-propos du De Re Metallica :

« De uenis, de quibus etiam Pandulfus Anglus scripsisse fertur: sed librum Germanicum confecit Calbus Fribergius, non ignobilis medicus: uerum uenter eam, quam sumpsit, partem absoluit. »